# 俄羅斯方塊DS
《俄罗斯方块DS》是任天堂开发的益智游戏，为Touch! Generations游戏的一作。THQ曾在E3 2005前宣布计划开发《俄罗斯方块DS》，并在展会上展出。然而公司决定取消游戏，任天堂则在2006年3月发布了自家开发的《俄罗斯方块DS》。游戏支持至多10人使用一张卡带本地游玩，或二至四人通过任天堂Wi-Fi连接服务联网对战。
《俄罗斯方块DS》支持多种新游戏模式，每种对应不同的任天堂主题。主题包括《超级马里奥兄弟》、《塞尔达传说》、《银河战士》、《气球大战》、《大金刚》以及《耀西饼干》。

## 评价
《俄罗斯方块DS》到2007年7月25日时，全球销量达到205万。
游戏在Metacritic上的汇总得分为84/100，意味着游戏评价总体积极。GamePro打出了满分，称“《俄罗斯方块DS》是令人惊异的益智产品包，无疑是迄今最棒的DS游戏之一”。《任天堂力量》打出9.5/10，称“你未必喜欢它的一切，但会喜欢上它的大部分”。Game Informer打出9.25/10，评论称“我想不出任何消磨长途飞行的更好办法”。GameSpot打出了最为消极的7.5/10，称“和最近其他的相比，这个俄罗斯方块版本好得多，但它依然有一些可惜的问题”。
IGN授予游戏编辑推荐奖。